# Mario Cocchi
Mario Cocchi (Livorno, 15 gennaio 1898 – Livorno, 30 luglio 1957) è stato un pittore italiano.

## Ambiente artistico
Mario Cocchi nacque il 15 gennaio 1898 a Livorno. Suo padre Oliviero Cocchi (1871 – 1943) era un noto commediografo livornese. Sua madre Ida Caprini era invece sorella del pittore Eugenio Caprini (1875 – 1932). Il giovane Mario seguendo le orme delle zio materno, inizia a dipingere nell'ambiente artistico livornese, nella corrente pittorica definita dei Macchiaioli, simboleggiata soprattutto da Giovanni Fattori.

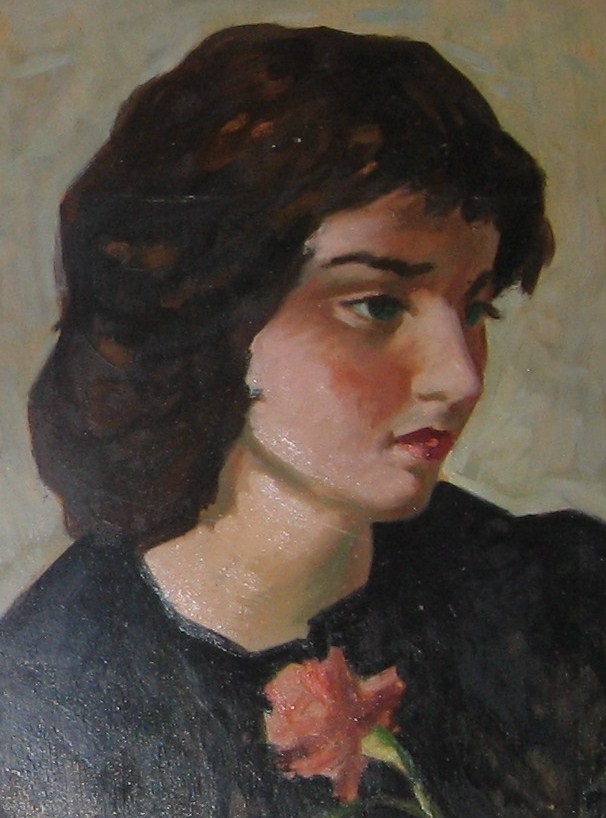
Mario Cocchi, Ritratto di ragazza

Da questo movimento nasce successivamente la cosiddetta Scuola Labronica del Novecento, il cui principale rappresentante fu Renato Natali e di cui fece parte anche Mario Cocchi.

Mario Cocchi inoltre, nel 1920, fu uno dei fondatori del Gruppo Labronico, il più antico gruppo pittorico europeo.

## Produzione e stile
Inizialmente vicino alla tecnica divisionista, Mario Cocchi si avvicinò successivamente alle tendenze stilistiche del Novecento, traendo la propria ispirazione dalla pittura fiamminga e dai classici dell'Impressionismo.

La sua produzione pittorica comprende principalmente ritratti e paesaggi dipinti dal vero, i cui principali soggetti furono il mare e le campagne livornesi.

## Fonti
- Francesca Dini - Mario Cocchi - Edizioni Allemandi - 2004, ISBN 88-422-1240-7
- Sito ufficiale del Comune di Livorno.